# James W. Kitching
James William Kitching (6 februari 1922 - 24 december 2003) was een Zuid-Afrikaanse paleontoloog van gewervelde dieren en wordt beschouwd als een van 's werelds grootste fossielenvinders.

## Biografie

### Vroege leven
Zijn kennismaking met fossielen en het verzamelen begon op zesjarige leeftijd, toen hij het platteland rond Nieu-Bethesda, waar hij opgroeide, afspeurde om exemplaren voor Robert Broom te vinden. Een jaar later ontdekte hij het type-exemplaar van Youngopsis kitchingi Broom. Dit fossiel was de eerste van vele nieuwe soorten die hij in latere jaren aan de wetenschap zou presenteren. Toen de Universiteit van de Witwatersrand het Bernard Price Institute for Palaeontological Research oprichtte, werd hij op 26 oktober 1945 aangesteld als eerste staflid en kreeg hij het mandaat om fossielen uit de Karoo te verzamelen. Zijn eerste verzamelreis was naar de wijk Graaff-Reinet waar hij zijn jeugd had doorgebracht met zijn broers Ben en Scheepers.

### Carrière
Zijn werk op het zuidelijk halfrond, inclusief Antarctica, leidde tot de oprichting van een van 's werelds mooiste fossielencollecties, gehuisvest in het Bernard Price Institute for Palaeontological Research (BPI) in Johannesburg. Hij heeft een grote bijdrage geleverd aan de Karoo-paleontologie van zuidelijk Afrika en Gondwana, en was een autoriteit op het gebied van de stratigrafische en distributierelaties van Permo-Trias-reptielen uit Zuid-Afrika. Hij publiceerde meer dan vijftig papers en boeken over verschillende facetten van de paleontologie. Zijn bijdrage aan de Karoo-paleontologie van zuidelijk Afrika en Gondwana leverde hem internationale erkenning op.
Kitching bestudeerde ook zoogdieren uit het Pleistoceen. In dit verband heeft hij fossielen opgegraven en onderzocht in verschillende grotten, waarvan de meest opvallende de Grot van Haarden en de kalkfabriek in Makapansgat waren, waar hij het type-exemplaar ontdekte van wat professor Raymond Dart beschreef als een nieuwe soort van de aapmens Australopithecus prometheus in 1947. Dit wordt nu beschouwd als een synoniem van de typesoort Australopithecus africanus, die Dart in 1925 beschreef. Samen met professor Raymond Dart deed hij baanbrekend tafonomisch onderzoek naar de botophopingen in Makapansgat. Deze projecten omvatten het tijd doorbrengen in Nederland, België en Frankrijk om paleolithische zoogdierfauna's te bestuderen; hij was ook betrokken bij de analyse van fossielen uit Pinhole Cave in Engeland.
Ondanks dat hij geen standaard academische achtergrond had, kreeg hij van de Senaat van de Universiteit van Witwatersrand toestemming om zich in te schrijven voor een Master of Science-graad. Voor zijn onderzoek naar Karoo-fossielen, voltooid in 1972, promoveerde hij. Nadat hij de biostratigrafie van de rotsen van de Beaufortgroep in Zuid-Afrika had verfijnd, begon hij een groot verzamelproject in de rotsen van het Trias en Jura van de Elliot- en Clarens-formaties in Zuid-Afrika, en publiceerde hij ook het eerste biostratigrafische schema voor deze lithologische eenheden.

## Prijzen en onderscheidingen
Toen hij in 1990 op 68-jarige leeftijd met pensioen ging, was professor James Kitching Reader in Karoo Biostratigraphy en tevens directeur van het Bernard Price Instituut voor Paleontologisch Onderzoek. Vervolgens werd hij benoemd tot Honorary Research Professorial Fellow aan het Instituut, een functie die hij tot aan zijn dood bekleedde. Hij ontving talrijke nationale en internationale onderscheidingen, waaronder eredoctoraten van UPE en Wits, de Gold Award van de Zoological Society of South Africa, The Draper Award van de Geological Society of South Africa, erelidmaatschap van de Society of Vertebrate Paleontology in de Verenigde Staten en de Palaeontological Society of Southern Africa, en meest recentelijk de prestigieuze Morris Skinner Award van de Society of Vertebrate Paleontology.

## Werk op Antarctica
Een prominente rotsrug (85 ° 12'S 177 ° 06'W) aan de westkant van Shackleton Glacier, tussen Bennett Platform en Matador Mountain, in de Queen Maud Mountains in Antarctica is officieel in kaart gebracht als 'Kitching Ridge' ter ere van hem. Uitgenodigd om lid te worden van het Ohio State University Institute of Polar Studies 1970-1971 geologische partij in de Queen Maud Mountains als onderdeel van het Amerikaanse Antarctic Research Programme, was hij samen met James (Jim) Collinson, de eerste persoon die daar therapside (proto-zoogdier) fossielen identificeerde en verzamelde van de Lystrosaurus Zone, wat de voormalige continentale link tussen zuidelijk Afrika en Antarctica bevestigde.

## Massospondylus
In 1977 vond James Kitching zeven Massospondylus-eieren die waren blootgelegd door wegenbouwwerkzaamheden in het Golden Gate Highlands National Park in Zuid-Afrika. In januari 2000 was professor Robert Reisz van de University of Toronto in Mississauga in Canada op onderzoeksbezoek aan Zuid-Afrika en leende de fossiele eieren om mee terug te nemen naar Canada. Diane Scott van zijn laboratorium voerde de moeilijke voorbereiding uit onder een microscoop met hoge vergroting. Hans Sues, een Smithsoniaanse paleontoloog die hielp bij het analyseren van de 190 miljoen jaar oude eieren - de oudste van een gewerveld dier dat ooit is ontdekt - bevestigde dat Kitching correct was geweest in zijn identificatie van de eieren. De embryo's zijn zo goed bewaard gebleven dat ze opmerkelijke inzichten hebben opgeleverd in de biologie en het gedrag van dinosauriërs. Ze zijn het oudste bewijs voor zorg bij dinosauriërs, omdat de onontwikkelde tanden van de dieren suggereren dat de jongen van Massospondylus hulp nodig hadden bij het eten.

## Privéleven en overlijden
Hij trouwde met Betty Kitching en had een gezin met een zoon en twee dochters. Hij overleed op 81-jarige leeftijd.